# Phạm Nhật Vượng
Phạm Nhật Vượng (Hanoi, 5 agosto 1968) è un imprenditore vietnamita operativo in vari settori, miliardario e il più ricco del Vietnam. È fondatore e presidente di Vingroup, il più grande conglomerato del Vietnam, focalizzato su tecnologia, industria, sviluppo immobiliare, vendita al dettaglio e servizi che spaziano dalla sanità all’ospitalità. Produce dal 2017 anche auto elettriche e scooter elettrici.

## Biografia
Nato ad Hanoi nell'agosto 1968 da una famiglia povera  originaria di Hà Tĩnh nel Vietnam centro-settentrionale. Suo padre prestava servizio nelle forze di difesa aerea del Vietnam del Nord, sua madre era una venditrice di tè per strada. È cresciuto ad Hanoi e si è diplomato alla scuola superiore Kim Lien nel 1985. Nel 1987 entrò all'Università di Geologia e Mineraria di Hanoi e, grazie ai suoi ottimi risultati in matematica, ebbe una borsa di studio e fu inviato in Russia per studiare presso l'Istituto di Prospezione Geologica di Mosca. Si è laureato nel 1993 in economia. 
Dopo la laurea, sposò Phạm Thu Hương, che conosceva dai tempi del liceo, e si trasferì a Charkiv, in Ucraina. 

## Carriera imprenditoriale
Negli anni '90, mentre viveva in Ucraina, Pham Nhat Vuong avviò un'attività di ristorazione di noodle istantanei utilizzando denaro preso in prestito da amici e familiari. Ben presto iniziò anche a produrre e vendere noodles istantanei. 
Nel 1993 ha fondato Technocom, che sarebbe diventata leader di mercato nei prodotti culinari disidratati in Ucraina. Vượng ha venduto Technocom a Nestlé per 150 milioni di dollari nel 2009, prima di tornare in Vietnam. 
I primi progetti di Vượng in Vietnam sono stati il Vinpearl Resort Nha Trang (aperto nel 2003) e il Vincom City Towers (in seguito ribattezzato Vincom Ba Trieu) nel centro di Hanoi (aperto nel 2004). Vincom è diventata pubblica nel 2007. Si è fusa con Vinpearl, l'attività di resort di lusso di Vượng, per formare VinGroup nel 2007. VinGroup ha sede nella cittadina di Riverside nel distretto di Long Biên, nella parte orientale di Hanoi.
Nel 2015, Vượng è stato indicato come l'uomo più ricco del Vietnam con un patrimonio totale di 24,3 trilioni di VNĐ (circa 1,1 miliardi di dollari), che ha più che quadruplicato il patrimonio della seconda persona più ricca, Trần Đình Long della Hanoi Hoa Phat Corporation. Sua moglie, Phạm Thu Hương e la cognata Phạm Thúy Hằng si sono classificate rispettivamente al terzo e quinto posto. Al 12 aprile 2021, Forbes stimava il suo patrimonio netto in 9 miliardi di dollari.
Nel 2017 ha fondato VinFast a Hải Phòng, il primo marchio automobilistico vietnamita ad espandersi nei mercati globali e ad espandersi nella produzione di veicoli elettrici (EV) come auto elettriche e scooter elettrici.

## Vita privata
Sposato con Phạm Thu Hương, la coppia ha 3 figli: Phạm Nhật Quân Anh (attuale vicedirettore generale di Vinpearl Company Limited) Phạm Nhật Minh Hoàng e Phạm Nhật Minh Anh.